# 選挙妨害
選挙妨害（せんきょぼうがい）とは、国政選挙又は地方選挙で、選挙結果に影響を及ぼす目的で選挙の自由・公正を実力ないし詐術など不正な手段で妨げる行為である。政府当局者が選挙の公平さを破る場合、選挙干渉と呼ばれる。

## 概要
選挙妨害とは、公職選挙において選挙結果に影響を及ぼすよう選挙の自由・公正を実力ないし詐術など不正な手段で妨害する行為である。通常は選挙犯罪として取り締まられることになるが、一般の刑法や各種特別法で取り締まられるものと、公職選挙法でとくに定めて取り締まられるものがある。
公職選挙法で取り締まられる選挙犯罪には、候補者・運動員に暴行あるいは威力を加えるような刑事犯的な場合と選挙運動取締規定違反のような行政犯的な場合がある。また、公職選挙法で取り締まられる選挙犯罪であっても、買収等は悪質な選挙違反とされているが、妨害行為が伴わないため通常は選挙妨害の範疇には入れられない。
なお、公職選挙法では、第225条で「選挙活動の自由を妨害する罪」を設けているが、これは選挙運動あるいは投票活動を直接的に妨害するような行為をいい、選挙判断の自由を妨げる行為まで含めた本来の「選挙妨害」行為の一部にすぎない。したがって、このうち同条第2号の「偽計詐術等不正の方法をもつて選挙の自由を妨害」する行為について、投票日や演説会の開催場所や時刻についてデマを流すなどの行為は同号の罪に該当するが、候補者に関するデマを流すなどの行為は選挙妨害ではあっても同号の罪には該当せず、「名誉毀損罪」や「虚偽事実の公表罪」などの刑法や特別法、公職選挙法の別の条項の問題となる。また、選挙運動員の殺害や傷害などの罪もこの条項では規定されていない。
戦後、GHQによる民主改革の下で警察による暴力的な選挙妨害は影を潜めた。また、GHQの刀剣接収や警官の拳銃装備により、戦前のように壮士が白刃を振り回すような襲撃は対立する党派間においても見られなくなった。そのため、選挙違反としては買収・戸別訪問や文書違反等が大きなものとなったが、候補者や運動員に対する暴力行為や演説妨害等による選挙妨害はなくなったわけではない。1948年の最高裁判例では、1946年の戦後初の総選挙で、応援者の演説を怒号して妨害、その後さらに候補者の控室に押しかけ、止めに入った者を殴った人物について、個人的な喧嘩と認めず、選挙妨害としている。
1960年に初めて発行された犯罪白書では、選挙犯罪の多いことがわが国の犯罪現象一つの大きな特色の一つとし、1959年の参院選挙で選挙犯罪の0.6%が選挙妨害であるとした。
警察は、選挙違反については選挙結果を歪めないよう、しばしば選挙運動期間中は警告などに止め選挙後に検挙する方針をとる。
近年、話題を呼んだ選挙妨害事件としては、2024年衆議院東京15区補欠選挙における政治団体「つばさの党」の立候補者らによる他党候補者への演説妨害事件がある。